# カーニズム

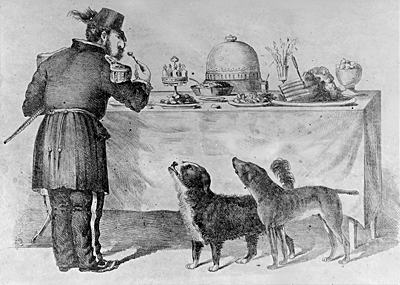
2匹の野良犬・バマーとラザラスに見つめられながら肉を食べるジョシュア・ノートン（1860年代・サンフランシスコ）

カーニズム（英語：carnism）は、人類と他の動物との関係を論じる際に用いられる概念で、動物製品の利用と消費、特に食肉の消費を支持する支配的なイデオロギーを指す。マルタン・ジベールとエリーゼ・デソルニエによれば、「カーニズムは、ある種の動物製品を消費するように人々を仕向けるイデオロギーを指し、本質的にヴィーガニズムに対置されるものである」。
カーニズムという言葉は、2001年に社会心理学者兼ヴィーガン活動家のメラニー・ジョイが作ったもので、彼女の著書『なぜ我々は犬を愛し、豚を食べ、牛を身にまとうのか』（2009年）によって普及した。carnはラテン語で「肉」を意味する。
ここではカーニズムは、様々な防衛機制とほとんど疑いようのない前提に支えられた支配的な信念体系であると指摘されている。この理論によれば、イデオロギーの核心は肉食を「自然・正常・必要」なもの、（時には）「良い」ものとして受け入れることである。カーニズムの重要な特徴は、特定の種の動物のみを食品に分類し、もし他の種に適用すれば受容すべからざる動物虐待として拒絶されるような慣行を、これらの動物に対しては受容する点にある。この分類は文化相対的なもので、例えば韓国には犬を食べる人もいるが西洋では普通はペットであり、また西洋人は牛を食べるが、インドの多くの地域では保護されている。
日本語では肉食主義と訳される場合もあるが、菜食主義（ベジタリアニズム）から類推されるような、動物性食品だけを選択的に摂取する食生活を意味するものではない。なお、この意味での肉食主義やその実践者に相当する語としては、英語にミータタリアン／ミータタリアニズム（meatatarian/-ism）があり、その中でも特に肉だけを食するものをミートガン／ミートガニズム（meatgan/-ism）という。肉を含めた食生活を送る人々（非ベジタリアン）を意味する語は多様であり、meat-eaterないしflesh-eater、fleshist、carnivore、meatarianなどが考えられる（菜食主義者の多いインドにはnon-vegetarianの語もある）。ジョイが定義するところでは、「自分は肉食者（meat-eater）である」という言明は思想的な立場を含まない行動様式を意味するのに対して、「自分はカーニストである」という主張は、肉食・動物消費支持者であるという信念を伴う選択である。

## 歴史
文学者のルナン・ラルーは、古代ギリシアから現代にいたるベジタリアニズムとそれに対する思想の歴史を紐解くなかで、カーニストの主張とも言うべきある共通性を見出した。彼によれば、カーニストは一般に、ベジタリアニズムは傾聴に値しない馬鹿げた考えであり、人類は神から動物に対する支配権を与えられ、動物に対する暴力を慎むことは人間に脅威をもたらす、と主張していた。家畜は苦しむことはなく、病死や捕食による死よりも屠殺のほうが望ましい、という見方が19世紀に広まったことをラルーは発見した。ただし家畜は苦しまないという考え方については、古代ギリシアの菜食主義者で、ウールのように動物を屠殺する必要のない人道的な畜産を唱道したポルピュリオスの記述に前例があったことも彼はつきとめた。
1970年代、動物の道徳的立場に関する伝統的な見方に対し、心理学者リチャード・ライダーら動物の権利擁護派が疑義を呈した。ライダーは1971年に種差別の概念を提唱したが、これは、ただその種に属することのみに基づいて、個人（個体）に価値や権利を付与することと定義される。2001年、心理学者で動物の権利唱道者のメラニー・ジョイが、種差別の一種としてカーニズムという言葉を作り出した。この思想が動物の食品利用、とりわけ食肉のための屠殺を支えていると彼女は述べる。ジョイは更に、カーニズムとパターナリズムを比較し、いずれもその普遍性のために認識されない支配的なイデオロギーであると主張している。
我々は、ベジタリアニズムを見るように――動物や世界、我々自身についての一連の前提に基づく選択肢として――肉食を見ることはない。 むしろ我々はそれを所与の、「普通」にすること、今まで通り・いつも通りのやり方として見ている。私たちは何をしているか、なぜしているかなど考えずに動物を食べている。なぜなら、この行為の根底にある信念体系は見えないからである。この見えない信念体系こそ、私がカーニズムと呼ぶものである。
サンドラ・マールクは、肉食によって他の形の動物搾取に関するイデオロギー的な正当性が喚起されるという点において、カーニズムは「種差別の問題の核心」であると主張している。

## 特徴

### 食用か非食用か
カーニズムの中心的一面は、人間のスキーマ（信念や欲望を決定し、またそれによって決定される精神的な分類）によって、動物は食用、非食用、ペット、害獣、捕食者、あるいは娯楽動物に分類される、ということである。どの動物が食物とされるかは文化的によって異なる。犬は中国や韓国では食用にされるが、他の地域では愛されているか、あるいは中東やインドの一部のように汚いものと見なすがゆえに、食用にはならない。牛は西洋では食べられるが、インドの多くの地域では崇められている。豚はイスラム教徒やユダヤ教徒には拒絶されるが、他の集団では広く食用として認められている。こうした分類法がその動物への扱いを決定し、その動物の感覚や知性に対する主観的認知に影響し、動物に対する共感や道徳的関心を増減させる、とジョイや他の心理学者は主張する。

### 肉食のパラドクス
ジェフ・マネスは、カーニズムはほとんどの人々の価値観や行動におけるパラドクスに根差していると記す。すなわち彼らは、動物に危害を加えることに反対しながら、なおも動物を食べるのである。この矛盾が認知的不協和を引き起こすが、人々は精神的麻痺という防衛機制によってそれを抑えようとするのだと彼は唱える。動物を気に掛けることと、動物に害を与えなければならない食事を受け入れることとの間の明らか葛藤は、「肉食のパラドクス」と呼ばれてきた。
肉食のパラドクスが西洋人に認知的不協和を引き起こすという説を支持する実験的証拠がある。西洋人は、より知的能力や道徳的に低位にあると考える動物をより好んで食べ、逆に、食べている動物を知能や道徳性に欠けるものとみなす。さらに、動物を食べ物に分類するか否かが、動物たちの知能的特徴に対する人々の認識に影響を及ぼし、肉自体を食べる行為によって、人はその動物の知能が低いと思うようになる。 例えばある研究では、馴染みのない異国の動物について、現地民がそれを狩ったと聞くとより知能が低いと評価し、別の研究では、ビーフジャーキーを食べた後では牛の知能をより低く見積もった。
動物製品の由来を考えないことも戦略の1つである。動物の頭部や他の無傷な身体の一部がほとんど食肉として提供されないのはこの理由による、とジョイは主張している。

### 正当化
ジョイは、肉を食べる人々が肉の消費を「正常・自然・必要（normal, natural, necessary）」なものとみなしているとして、「正当化の3N」という考えを導入した。3Nは、奴隷制や反女性投票権といった他のイデオロギーの正当化においても叫ばれ、彼らの支持するイデオロギーが解体されて初めて問題含みのものと広く認識されるようになったと彼女は主張する。
この議論では、人類は肉を食べるように進化したこと、人類に肉食が期待されていること、生き残るため・強くあるためには肉食が必要であることを信じるように人々が仕向けられているとする。こうした信念は、宗教・家族・メディアなどさまざまな機関によって強化されているという。科学者たちは、人間が肉を食べることなく食事に十分な量のタンパク質を得られることを示してきたが、肉が必要だという信念はなおも存続している。
ジョイの著書に基づいて、心理学者が米国とオーストラリアで一連の調査を行い、結果が2015年に公表された。ここでは肉を食べる人々の大多数が、正常・自然・必要に加えて「美味（nice）」という「4N」に基づいて肉食を正当化していることが分かった。その主張は、人間は雑食動物であり（natural）、ほとんどの人々が肉を食べ（normal）、ベジタリアンの食事は栄養に欠け（necessary）、そして肉は美味しい（nice）というものである。
こうした主張を支持した肉食の人々は、自らの食習慣についてあまり罪悪感を覚えないと報告する傾向が強かった。彼らは動物を客観化し、動物に対する道徳的配慮が少なく、また動物への意識が低い傾向にあった。彼らはまた、社会的不平等と階級的イデオロギーをより支持し、自分の消費者行動にあまり誇りをもたないことも分かった。

### 「屠殺からの救済」言説

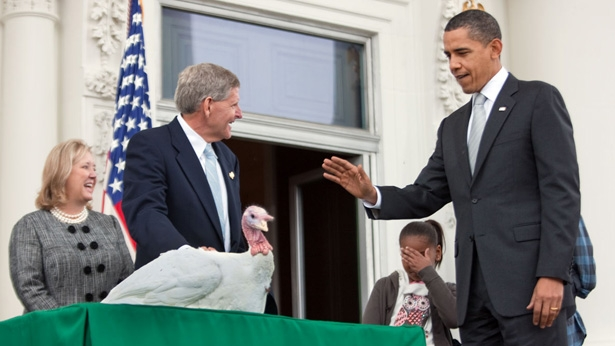
感謝祭での七面鳥贈呈と大統領による七面鳥の恩赦は、カーニズムの一例として取り上げられる

不協和の緩解の一例は、メディアが救われなかった何百万の命を無視して、虐殺を免れた1匹の動物に焦点を当てる「屠殺場からの救済」の物語に顕著である。 この二分法はカーニズムの特徴であるとジョイは記している。
これらの物語の中心をなす動物の例としては、「シャーロットのおくりもの」（1952）のウィルバーや「ベイブ」（1995）の主人公ベイブ、サイ・モンゴメリー著『The Good, Good Pig』（2006）のクリストファー・ホグウッド、2匹のタムワース、シンシナティ・フリーダムなどがある。 別の例として、米国の感謝祭における七面鳥恩赦式も挙げられる。2012年の研究によれば、これを報じたほとんどのメディアでは、生きた動物と食肉の関係を疎外しながら養鶏業を称えていた。

## 市井の反応
ハフィントン・ポスト、ザ・ステーツマン、ザ・ドラムの投書は、動物への搾取行為に対する議論や問題提起を容易にするものとしてこの用語を賞賛した。精肉業の業界誌「Drovers Cattle Network」は、まるで動物性食品を食べることが「精神疾患」であるかのように描いているとして、用語の使用を批判した。